# Blountsville (Indiana)
Blountsville – miasto w Stanach Zjednoczonych, w stanie Indiana, w hrabstwie Henry.